# Castelo do Piauí
Castelo do Piauí é um município brasileiro do estado do Piauí. Localiza-se na microrregião de Campo Maior, mesorregião do Centro-Norte Piauiense.
É um dos municípios mais antigos do estado, tendo sido criado em 1761.

## Topônimo
Os primeiros colonizadores da região notaram que a Pedra do Castelo, localizada no território municipal, era similar ao Castelo de Marvão, localizado na vila portuguesa de Marvão, daí os nomes que a vila e o município tiveram ao longo da história: Marvão, Castelo e Castelo do Piauí.

## História
A presença humana nas terras de Castelo do Piauí é data de milhares de anos, conforme atestam as pinturas rupestres existentes no município.
A colonização do território municipal é datada do início do século XVIII. Nessa época, surgiu, na Freguesia de Santo Antônio do Surubim (atual Campo Maior), o povoado de Rancho dos Patos (atual cidade de Castelo do Piauí). O povoado de Rancho dos Patos foi elevado à condição de freguesia, com o nome de Nossa Senhora do Desterro do Rancho dos Patos do Poti, por meio de provisão de 27 de novembro de 1742, quando da passagem do bispo de São Luís do Maranhão, D. Manuel da Cruz, pelo Piauí. Foi transferido de Piracuruca para ser vigário dessa nova paróquia José Lopes Pereira, que ordenou a construção de uma grande capela em louvor a Nossa Senhora do Desterro.
Com a posse do primeiro governador da Capitania do Piauí, João Pereira Caldas, em 1759, como parte da política do Marquês de Pombal de reestruturar o Estado português, começou-se uma organização municipal nova no Piauí. Nesse contexto, por força de Carta Régia de 1761, de dia e mês debatidos (19 de junho segundo o IBGE e 19 de janeiro segundo o Almanaque da Parnaíba), a Freguesia de Rancho dos Patos foi elevada à categoria de vila, com o nome de Marvão, sendo instalada em 13 de setembro do ano seguinte, sendo, desse modo, a sexta vila criada no território piauiense.
Segundo a carta de Antônio Morais Durão de 1772, a vila de Marvão não passava de três casas, em um local descrito como “fúnebre e seco”, e era ameaçada pelo banditismo vindo do Ceará, que se valiam do isolamento da vila para se refugiarem nessa região.
Marvão teve um papel importante na luta pela independência no Brasil no Piauí, tendo, dentre outros fatos, organizado, nos primeiros dias de janeiro de 1823, um levante popular, liderado pelo contingente que ali tinha estacionado para garantia do regime português.
Em 1832, a Vila de Marvão perdeu território para a criação da vila de Príncipe Imperial (atual Crateús), sendo que esta nova vila, na época de sua criação, abrangia também o território de municípios atuais como Crateús, Independência, Novo Oriente e Quiterianópolis, cujas áreas foram transferidas do Piauí para o Ceará em 1880. Em 26 de julho de 1833, Marvão foi elevada à comarca, abrangendo os termos das vilas de Marvão, Poti (atual Teresina) e Príncipe Imperial, sendo a comarca extinta duas vezes (1889 e 1896) e restaurada em 1890 e, definitivamente, em 1918.
O Decreto-lei estadual n° 20, de 27 de março de 1890, deu à vila de Marvão o nome “Castelo”.
Em 1934, Castelo perdeu território para a criação do município de São Miguel do Tapuio.
Por meio do decreto-lei estadual nº 754, de 30 de dezembro de 1943, que seguia a legislação federal que proibia no Brasil dois nomes de localidades iguais, o nome do município de Castelo foi alterado para "Marvão". A Lei estadual nº 169, de 8 de outubro de 1948, concede a Marvão o título de cidade, com o nome "Castelo do Piauí".
Em sua história recente, foram emancipados de Castelo do Piauí os municípios de São João da Serra (1963), Buriti dos Montes (1992) e Juazeiro do Piauí (1995).

## Lista de prefeitos
- Prefeito: José Magno Soares da Silva (2017–2020; 2021-2024)[16]
- Vice-prefeito: Daniel Machado (2017–2020; 2021-2024)[17]

## Geografia
Localiza-se a uma latitude 05º19'20" sul e a uma longitude 41º33'09" oeste, estando a uma altitude de 239 metros. O município possui uma área de 2 378,847 km² e sua população, conforme o censo do IBGE de 2022, era de 19 288 habitantes.

### Hidrografia
- O rio Poti separa o município de Castelo do Piauí do município de Juazeiro do Piauí, ficando a cerca de 22km da sede municipal.
- Outros rios importantes são o Cais, um rio intermitente que corta a cidade; e o São Miguel, outro rio intermitente que possui um lindo cânion de águas límpidas no período de seca, além de formações rochosas deslumbrantes. Ambos os rios se unem para desaguar mais adiante no Poti. O município também é composto por outros inúmeros riachos e açudes, com destaque para o açude Várzea e o Açude da Mão Cortada que dão nome também a povoados ao seu entorno.

### Rodovias
- PI-115

### Ferrovias
- Ferrovia Teresina-Fortaleza da Rede Ferroviária Federal (RFFSA)[18]

## Turismo

### Pedra do Castelo

Vista de frente da Pedra do Castelo

Localizado a cerca de 20 km a noroeste da cidade, à margem direita do Riacho da Palmeira, sendo que são 18 km de asfalto e 2 km de estrada vicinal, a 30 minutos de viagem. O terreno em volta do monumento é plano e arenoso, formado por vegetação de transição entre a Caatinga e o Cerrado, composta em sua maioria por: chapadas, faveiras, macambiras e cactos típicos da região (xique-xique e mandacaru).

Imagem das pinturas rupestres

A Pedra do Castelo guarda, além de lendas e histórias de fantasmas, pinturas rupestres que revelam a presença do homem por lá na pré-história. Em vários pontos, é possível ver figuras geométricas e desenhos de animais estilizados, pintados de vermelho nas paredes. Além de ser dividida por dentro em vários "salões" enormes, a Pedra tem arcos e torres, o que dá uma aparência de castelo medieval.

### Cânion do rio Poti

Cânion do rio Poti

O Cânion do rio Poti, um grande cânion de rochas criado pela paisagem do Rio Poti por uma fenda geológica situada na Serra de Ibiapaba, entre o Piauí e o Ceará. O cânion estende-se pelos municípios de Crateús, no Ceará e Castelo, Buriti dos Montes e Juazeiro, no Piauí. O acesso é feito através de duas estradas vicinais: uma pela cidade de Juazeiro do Piauí e outra pela cidade de Castelo do Piauí.

## Biblioteca
A Biblioteca Municipal Elza Brandão está localizada no palacete onde fora a prefeitura municipal.

## Galeria

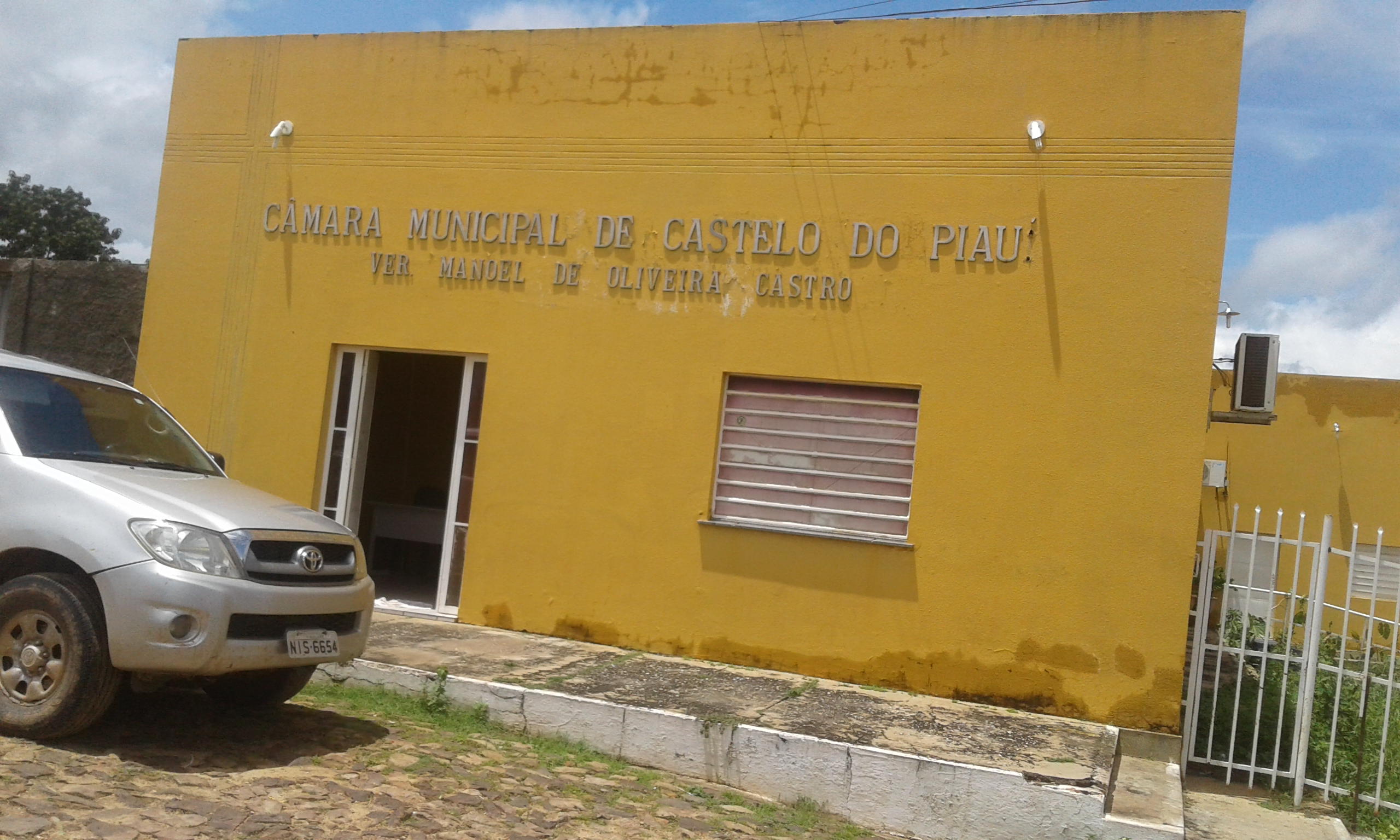
Câmara Municipal de Castelo do Piauí
Paroquia de Nossa Senhora do Desterro em 2017
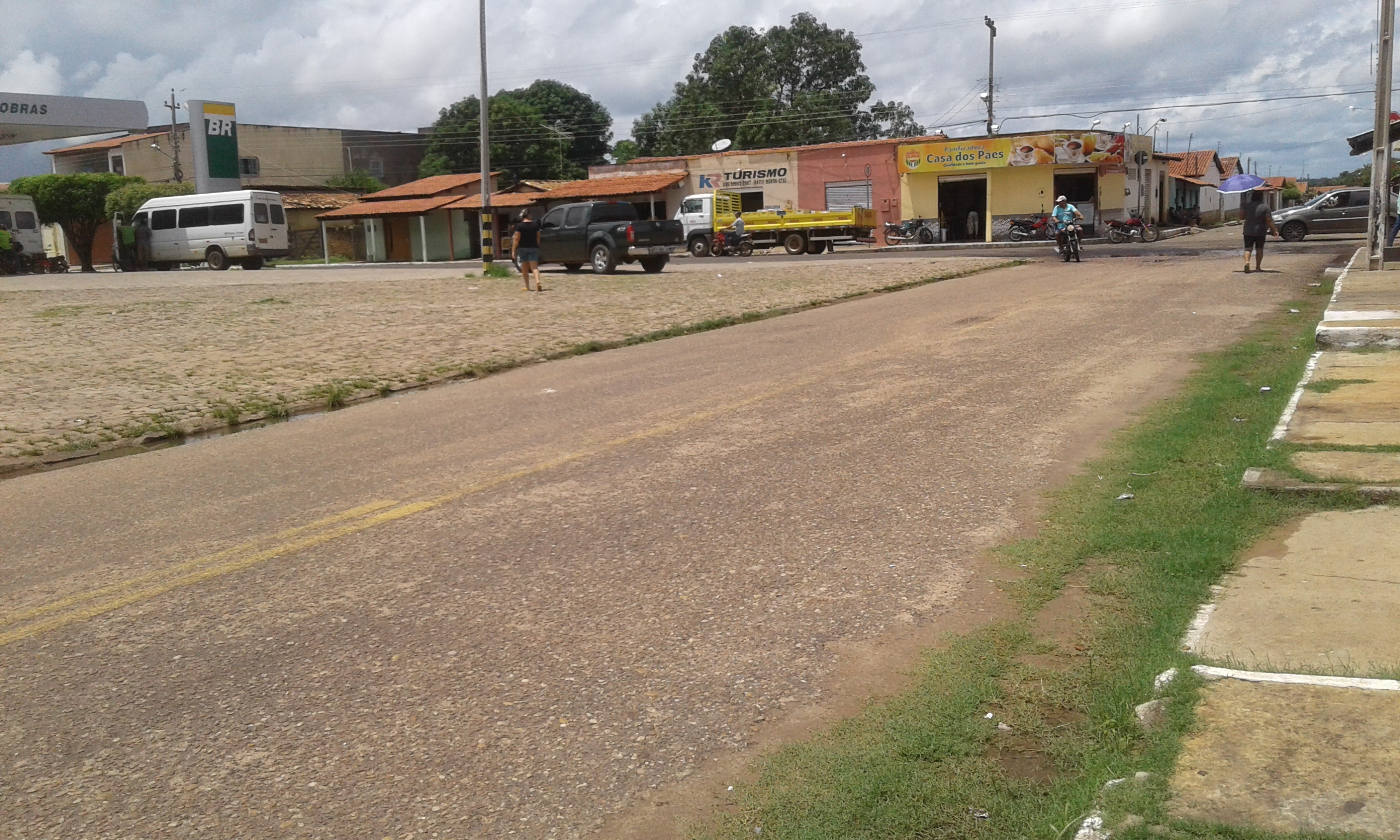
Fotografia da Avenida Antonino Freire 1067 Centro, Castelo do Piauí